# Rudolf Hildebrand

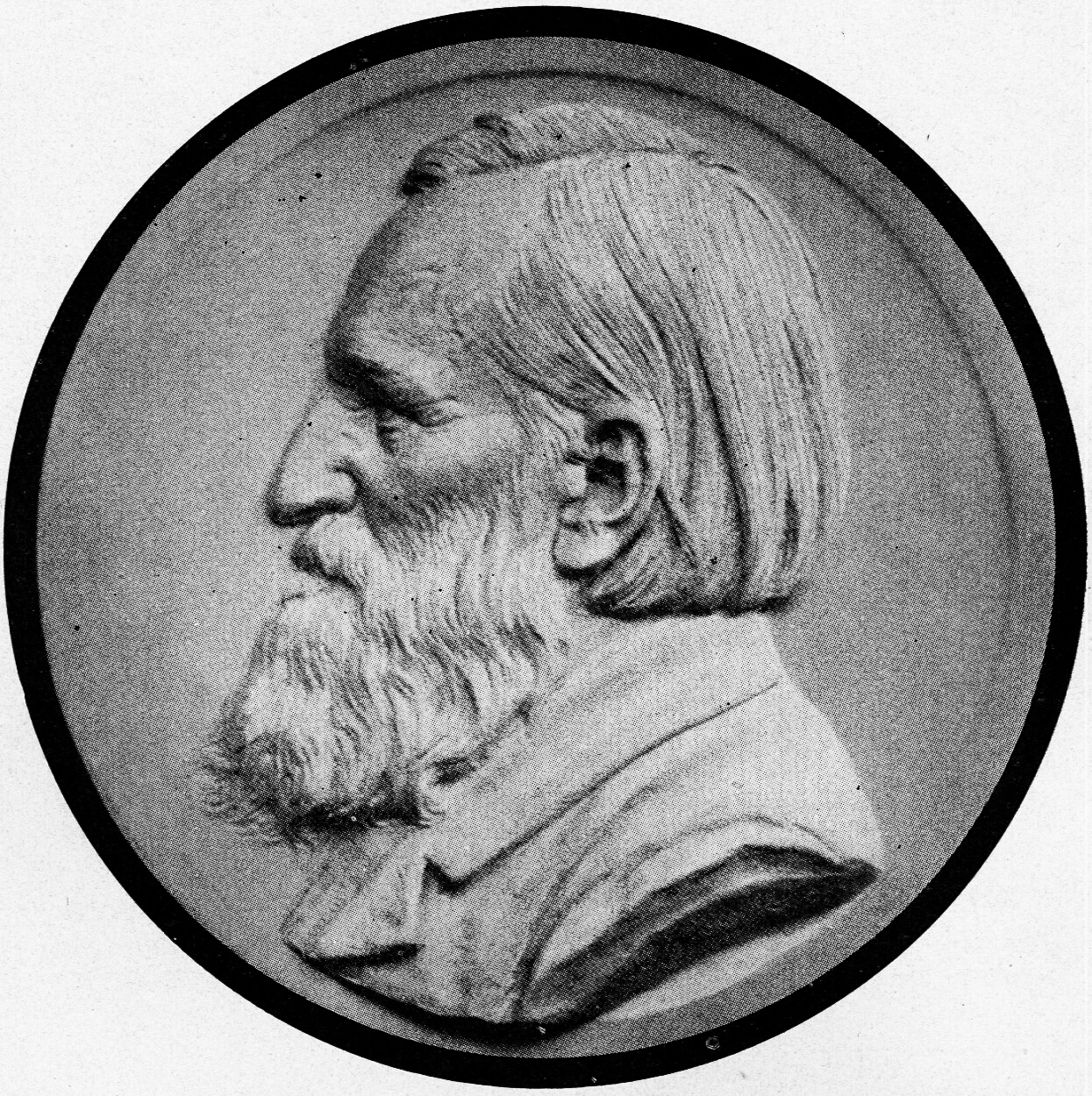
Rudolf Hildebrand.

Heinrich Rudolf Hildebrand, född den 13 mars 1824 i Leipzig, död där den 28 oktober 1894, var en tysk språkforskare.
Hildebrand biträdde bröderna Grimm vid utarbetandet av Deutsches Wörterbuch och övertog tillsammans med professor Weigand i Giessen 1864 ansvaret för den fortsatta utgivningen av denna (Hildebrand utarbetade själv en del av bokstaven G och hela K). År 1869 blev han extra ordinarie och 1874 ordinarie professor i Leipzig. 
Hildebrand författade Vom deutschen Sprachunterricht in der Schule (1865; 8:e upplagan 1903), viktig för sin tid genom framhållandet av åskådlighetens betydelse vid tal och klangens vid läsning, Über Grimms Wörterbuch in seiner wissenschaftlichen und nationalen Bedeutung (1869) och Gesammelte Aufsätze und Vorträge (1890).
Hildebrand ombesörjde även en bearbetning av Soltaus Deutsche historische Volkslieder. Zweites Hundert (1856). Postumt utkom Tagebuchblätter eines Sonntagsphilosophen (1896), Beiträge zum deutschen Unterricht (1897) och Materialien zur Geschichte des deutschen Volksliedes (1 band, 1900). 